# Чугаевские
Чугаевские (пол. Czuhajewski) — дворянский род.
Потомство Никифора Чугаевского, жителя с. Буровки, Городнянского уезда.

## Описание герба
В красном поле белый серебряный геральдический крест, сопровождаемый в четвёртом поле белым укороченным ломаным поясом.
Щит увенчан дворянскими шлемом и короной. Нашлемник: церковный трилистный крест между двух буйволовых рогов. Намёт на щите красный, подложенный серебром.